# Kaarel Nurmsalu
Kaarel Nurmsalu (* 30. April 1991 in Tamsalu) ist ein ehemaliger estnischer Skispringer und vormaliger Nordischer Kombinierer.

## Werdegang
Nurmsalu, der unter anderem von seinem Vater Toomas trainiert wurde, startete 2007 bei der Juniorenweltmeisterschaft in Tarvisio erstmals in einem internationalen Wettbewerb. Im Sprint belegte er den 62. Platz und Einzelwettbewerb den 56. Platz. Mit dem estnischen Team erkämpfte er den 12. Platz. In der Saison 2007/08 trat er erstmals im B-Weltcup der Nordischen Kombination an. Seine beste Platzierung war in dieser Saison der 62. Platz im Sprintwettbewerb im finnischen Vuokatti. Bei der Juniorenweltmeisterschaft in Zakopane erreichte er die Plätze 58 und 47 im Sprint- beziehungsweise im Einzelwettbewerb. Wie im Vorjahr konnte das estnische Team den 12. Platz belegen. Zum Ende der Saison gewann er beim Massenstartwettbewerb seinen ersten estnischen Meistertitel. Nachdem er sich zu Beginn der Saison 2008/09 im Continental-Cup mehrfach unter den besten 30 Athleten platzieren konnte, wurde er erstmals im Weltcup eingesetzt. Bei seinem Weltcup-Debüt belegte er in Klingenthal den 42. Platz. Im Vergleich zu den Vorjahren verbesserte er seine Resultate bei der Juniorenweltmeisterschaft deutlich. In Štrbské Pleso erkämpfte er die Plätze 19 und 26 im Einzelwettbewerb über 5 beziehungsweise 10 Kilometer. Mit dem Team belegte er den elften Platz. Die guten Resultate in dieser Saison ermöglichten ihm den Start bei der Nordischen Skiweltmeisterschaft 2009 in Liberec. Sein bestes Resultat war dort der 35. Platz beim Einzelwettbewerb von der Normalschanze. Mit dem estnischen Team konnte er sich auf dem neunten Rang platzieren. Sein bestes Saisonresultat war der 19. Platz im Continental-Cup in Rovaniemi.
Zu Beginn der Saison 2009/10 gelang Nurmsalu im Weltcup ein Achtungserfolg. Nach dem Sprungwettbewerb konnte er gemeinsam mit seinem Landsmann Aldo Leetoja in Kuusamo den zehnten Platz belegen. Im Langlauf fiel er jedoch auf den 38. Platz zurück. In Ramsau am Dachstein gelang ihm mit Platz 35 sein bestes Saisonresultat. Auch in dieser Saison nahm er an der Juniorenweltmeisterschaft teil. In Hinterzarten belegte er die Plätze 16 und 18 im Einzelwettbewerb über 5 beziehungsweise 10 Kilometer. Mit dem Team erreichte er den siebten Platz. Beim Sommer-Grand-Prix 2010 in Oberwiesenthal zeigte er erneute eine gute Sprungleistung und konnte als Zweiter im Langlaufwettbewerb an den Start gehen. Am Ende erreichte er den 25. Platz. Wie schon im Vorjahr überzeugte Nurmsalu zum Auftakt der Saison 2010/11 in Kuusamo. Nach einem zehnten Platz im Sprungwettbewerb erkämpfte er mit Platz 30 seinen ersten Weltcup-Punkt. Dies war der erste Weltcup-Punkt, den ein estnischer Athlet seit der Saison 2005/06 erkämpfen konnte. Im Januar 2011 gewann er mit bester Sprungleistung souverän den Continental-Cup in Klingenthal. Zwei Wochen später startete er bei der Juniorenweltmeisterschaft im heimischen Otepää. Beim Einzel-Wettbewerb über die 10 Kilometerdistanz gewann er den Sprungwettbewerb und sicherte sich hinter dem Deutschen Johannes Rydzek und dem Slowenen Marjan Jelenko die Bronzemedaille. Einen Tag später startete er auch beim Wettbewerb der Skispringer. Nach einem FIS-Cup 2008 war dies erst sein zweiter internationaler Skisprungwettbewerb. Auf der Tehvandi-Schanze, wo er zum Jahreswechsel erstmals estnischer Meister im Skisprung werden konnte, musste er sich nur dem Bulgaren Wladimir Sografski und dem Österreicher Stefan Kraft  geschlagen geben und gewann seine zweite Bronzemedaille bei der Juniorenweltmeisterschaft in seinem Heimatland. Auch im zweiten Einzelwettbewerb der Kombinierer konnte der Lokalmatador den Sprunglauf für sich entscheiden. Jedoch musste er sich im Langlauf über die 5 Kilometerdistanz erneut Marjan Jelenko und Johannes Rydzek geschlagen geben und gewann seine dritte Bronzemedaille innerhalb von drei Tagen.
Nach der Saison 2010/11 gab er seinen Wechsel zu den Spezialspringern bekannt. Er wird jedoch weiterhin mit den Kombinierern trainieren. Bei den Estnischen Meisterschaften im Skispringen 2011 gewann Nurmsalu wie schon im Jahr zuvor im Einzel die Goldmedaille. Schon vor Beginn der Saison 2011/12 zeigte Nurmsalu gute Resultate. So belegte er beim Continental Cup in Klingenthal den dritten Platz. Gleich bei seinem ersten Weltcup-Wettkampf zum Auftakt der Saison 2011/12 in Kuusamo qualifizierte er sich für den ersten Durchgang der besten 50 Athleten und belegte den 43. Platz. Bei der Skiflug-Weltmeisterschaft 2012 in Vikersund stellte er mit 204,0 m einen neuen estnischen Rekord auf. Am 8. September 2012 gelang ihm der dritte Erfolg in Folge bei den estnischen Meisterschaften. In der Saison 2012/13 erreichte er beim Skifliegen in Oberstdorf erstmals den zweiten Durchgang in einem Weltcup-Wettbewerb. Nach dem zweiten Durchgang belegte er den 26. Platz und erzielte seine ersten Weltcup-Punkte. Weitere Erfolge gelangen ihm bei der Nordischen Ski-WM 2013 in Val di Fiemme. Er erreichte sowohl von der Normalschanze als auch von der Großschanze den zweiten Durchgang und belegte jeweils den 26. Platz. Seine beste Platzierung gelang ihm mit einem 13. Platz beim Skifliegen von Planica. Am Ende der Saison belegte er mit 40 Punkten den 49. Platz der Gesamtwertung.
Beim Skispringen am Holmenkollen in Oslo im Jahr 2014 erreichte er den sechsten Platz. Nur wenige Monate später, am 4. Juni 2014, verkündete Nurmsalu das Ende seiner aktiven Skisprung-Karriere. Grund für die Entscheidung seien die fehlenden finanziellen Mittel.
Am 13. Januar 2017 gab er bei der Qualifikation zum Weltcup-Springen in Wisła nach fast drei Jahren sein Comeback. Nach diesem waren zwei 30. Plätze (in Oberstdorf und Pyeongchang) seine besten Ergebnisse. Im Juni 2017 gab Nurmsalu bekannt, aus gesundheitlichen Gründen seine Karriere zu beenden.

## Erfolge

### Continental-Cup-Siege im Einzel
| Nr. | Datum           | Ort         | Disziplin             |
| --- | --------------- | ----------- | --------------------- |
| 1.  | 15. Januar 2011 | Klingenthal | Gundersen Großschanze |

## Statistik

### Nordische Kombination

#### Weltcup-Platzierungen
| Saison  | Platz | Punkte |
| ------- | ----- | ------ |
| 2010/11 | 56.   | 001    |

#### Grand-Prix-Platzierungen
| Saison | Platz | Punkte |
| ------ | ----- | ------ |
| 2010   | 40.   | 006    |

#### Continental-Cup-Platzierungen
| Saison  | Platz | Punkte |
| ------- | ----- | ------ |
| 2008/09 | 62.   | 049    |
| 2010/11 | 37.   | 136    |

### Skispringen

#### Weltcup-Platzierungen
| Saison  | Platz | Punkte |
| ------- | ----- | ------ |
| 2012/13 | 49.   | 040    |
| 2013/14 | 59.   | 052    |
| 2016/17 | 69.   | 002    |

#### Grand-Prix-Platzierungen
| Saison | Platz | Punkte |
| ------ | ----- | ------ |
| 2011   | 80.   | 005    |
| 2012   | 70.   | 009    |
| 2013   | 74.   | 012    |

#### Continental-Cup-Platzierungen
| Saison  | Platz | Punkte |
| ------- | ----- | ------ |
| 2011/12 | 77.   | 091    |